# Pachyptila
Pachyptila je rod ptica iz porodice zovoja. Sastoji se od šest vrsta. Riječ Pachyptila dolazi od grčkog pakhus (debelo) i ptilon (pero). Ove ptice se hrane uglavnom zooplanktonom, rakovima, i nekim ribama. Često znaju roniti da nađu hranu, a u moru ih je jako teško prepoznati. Velike su 17-31 cm. Žive na suptropskim i subantatičkim otocima. Četiri prapovijesne vrste su izumrle i o njima se ne zna puno podataka.

## Vanjske poveznice
- Karta rasprostranjenosti